# Alexander Barta
Alexander Barta, född 2 februari 1983 i Berlin, Västtyskland, är en tysk professionell ishockeyspelare som spelar för ERC Ingolstadt i DEL. Han har tidigare spelat för Malmö Redhawks och Rögle BK.
Barta har även representerat det tyska landslaget vid flera tillfällen.

## Spelarkarriär
- Eisbären Berlin 2000–2005 – Första två åren i juniorlaget
- Hamburg Freezers 2005–2011
- Malmö Redhawks 2011–12
- Rögle BK 2012–2013
- EHC Red Bull München 2013–2015
- ERC Ingolstadt 2015–